# Guillermo Ariel Pereyra
Guillermo Ariel Pereyra (Río Cuarto, 20 de febrer de 1980) és un futbolista argentí que juga de migcamista defensiu. Actualment juga al Young Boys.

## Trajectòria
Pereyra començà la seva carrera al River Plate, jugant 95 partits entre 1998 i 2003. Durant aquestes temporades el River Plate guanyà quatre lligues argentines.
L'any 2003 Pereyra fou traspassat al RCD Mallorca. En març del 2008 fou traspassat al FC Lokomotiv Moskvà.

## Títols

### Títols nacionals
| Temporada | Club        | Títol                              |
| --------- | ----------- | ---------------------------------- |
| 1999      | River Plate | Primera divisió argentina Apertura |
| 2000      | River Plate | Primera divisió argentina Clausura |
| 2002      | River Plate | Primera divisió argentina Clausura |
| 2003      | River Plate | Primera divisió argentina Clausura |